# Collada de Sant Esteve
La Collada de Sant Esteve és una collada de 727,5 m alt dels contraforts nord-orientals del Massís del Canigó, a 774,1 metres d'altitud, del terme comunal de Glorianes, a la comarca del Conflent, de la Catalunya del Nord.
Està situada en el sector nord del terme comunal de Glorianes, també al nord del poble d'aquest nom. Era l'extrem est del poble, ara desaparegut, de Sofrunys. La collada pren el nom de la propera església parroquial d'aquell poble, Sant Esteve de Sofrunys, ara conservada en ruïnes a prop al nord-oest de la collada.